# Dysdercus
Genre
Dysdercus est un genre d'insectes hémiptères hétéroptères de la famille des Pyrrhocoridae.

## Philatélie
Cet insecte figure sur une émission de l'Angola de 1994 (10 000 Knz.).

## Liste des espèces
- Dysdercus andreae (Linnaeus, 1758).
- Dysdercus bimaculatus (Stal, 1861).
- Dysdercus concinnus Stal, 1861.
- Dysdercus mimulus Hussey, 1929.
- Dysdercus mimus (Say, 1832).
- Dysdercus obliquus (Herrich-schaeffer, 1843).
- Dysdercus obscuratus Distant, 1883.
- Dysdercus peruvianus Guerin-meneville, 1831.
- Dysdercus suturellus (Herrich-schaeffer, 1842).